# Spathiphyllum grandifolium
Spathiphyllum grandifolium Engl. – gatunek wieloletnich, wiecznie zielonych roślin zielnych z rodzaju skrzydłokwiat, z rodziny obrazkowatych, występujący w Kolumbii i Ekwadorze, zasiedlający równikowe lasy deszczowe.